# هاینرایشسوالده
هاینرایشسوالده (به آلمانی: Heinrichswalde) یک شهر در آلمان است که در فرپومرن-گرایفسوالد واقع شده‌است. هاینرایشسوالده ۴۲۲ نفر جمعیت دارد.